# Triunfo de San Rafael (Puente romano de Córdoba)
El Triunfo de San Rafael del Puente Romano es el más antiguo de los muchos triunfos existentes en la ciudad de Córdoba (España) dedicados al arcángel San Rafael, ángel custodio de la ciudad. Obra de Bernabé Gómez del Río en 1651 fue incorporado al Puente Romano en su pretil, para bendecir a todos aquellos visitantes que salían y entraban por la Puerta del Puente.
Es objeto de especial devoción por parte de los vecinos del barrio del Campo de la Verdad, al cual mantienen viva su llama, mediante ofrendas en forma de velas.
Contiene dos lápidas conmemorativas. La situada en el extremo inferior es del año 1789 y fue ofrecida por parte del gremio de curtidores al recién proclamado rey Carlos IV.

MAYOR GLORIA DE DIOS Y CULTO DE NUESTRO SANTO CUSTODIO, EL GREMIO DE CURTIDORES Y FABRICANTES (...) ESTA SANTA IMAGEN CELEBRIDAD DE LA FELIZ EXALTACIÓN AL TRONO DE NUESTRO CATÓLICO MONARCA EL R.D. CARLOS IV PORQUE DIOS LE GUARDE MUCHOS AÑOS. SEPTIEMBRE 19, AÑO 1789.

Forma parte del centro histórico de Córdoba que fue declarado Patrimonio de la Humanidad por la Unesco en 1994.